# آثار العمل الإضافي

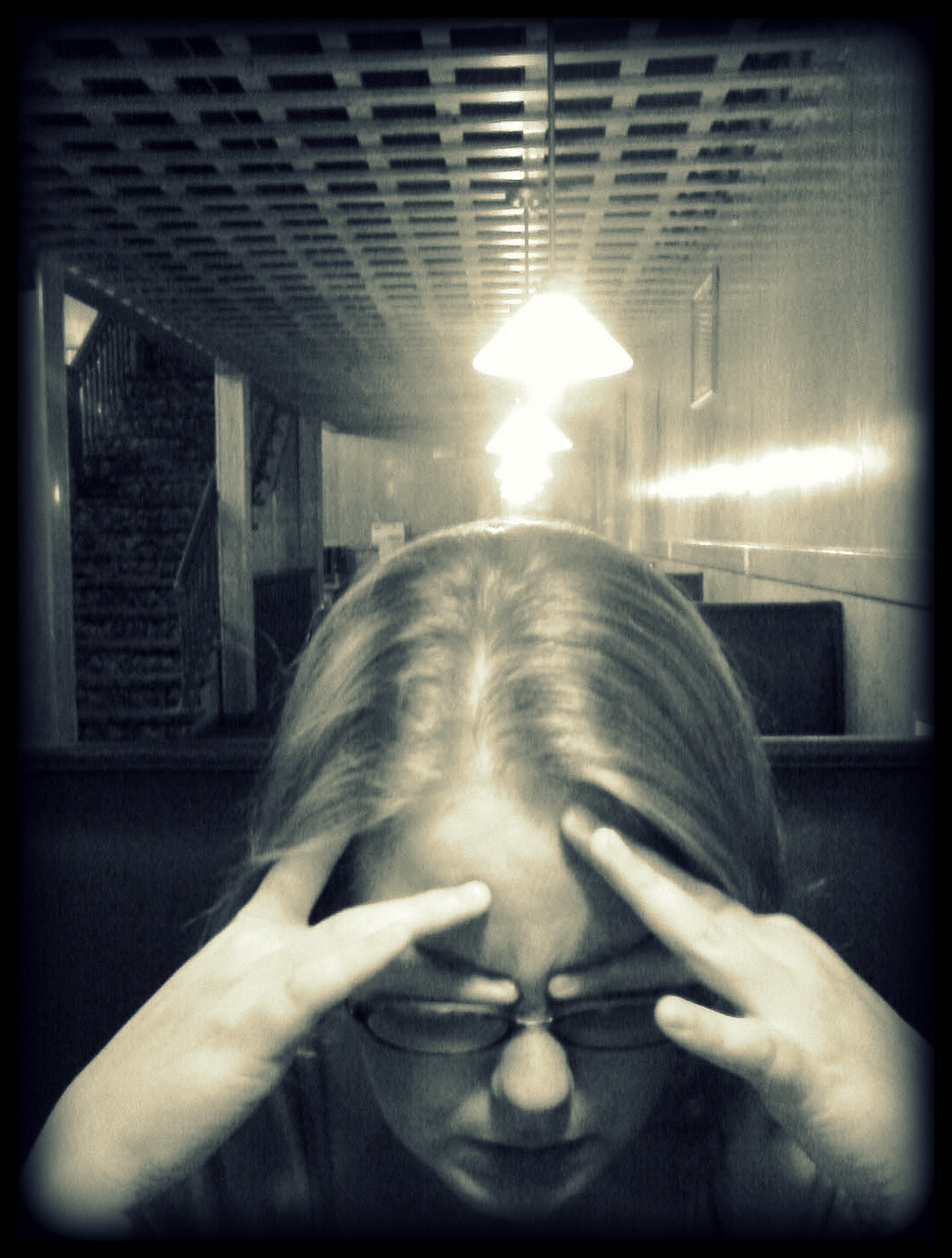
امرأة تشعر بالإجهاد

إن أولئك الموظفين الذين يعملون ساعات إضافية (خارج الدوام) قد يعانون من آثارٍ جسديةٍ وعقليةٍ واجتماعيةٍ كثيرة.
تلك الآثار الكبيرة قد تشمل الإجهاد والتوتر والحاجة إلى وقت فراغ وسوء التوفيق بين الحياة والعمل والملاءمة بينهما ناهيك عن التعرض إلى بعض المشاكل الصحية.
وقد تنخفض معدلات الأداء لديهم كذلك، كما وأن ساعات العمل الطويلة قد تفضي بهم إلى التعب والإجهاد وقصور الانتباه.
وكنتيجةٍ لهذه المخاطر، فقد جرت صياغة بعض المقترحات عما يمكن القيام به للتخفيف من حدتها.

## الآثار العقلية
تختلف الآثار العقليه طبقاً لطبيعة عمله وعدد ساعاته وكذا طبيعة الفرد ونوعيته.
ولقد قام جروبن (بالإنجليزية: Groupon)‏ بإجراء دراسةٍ في شهر يوليو من عام 2016 حول الآثار المترتبة على العمل، وأثبتت النتائج أن 38% منهم يعملون كثيراً وأن 46% لم يجدوا وقتاً كافياً للراحة والاسترخاء، كما أن 60% من هؤلاء الذين خضعوا للدراسة كانوا يعانون من سوء الموازنة بين العمل والحياة.
وفيما أماط هذا البحث اللثام عن بعض الإتجاهات ذات الصلة بالآثار الناجمة، فإن بحثاً آخر قد أجري لاختبار معدلات الرضى لدى العاملين، إذ أنّ دراسةً أجريت على العاملين في أستراليا عام 2004 وكشفت عن حقيقةٍ مؤداها أن معدلات الرضى تتناقص كلما ازدادت ساعات العمل. وقد بينوا كذلك بأنه يمكن لتلك الآثار أن تقل حدتها عند أولئك الذين يستمتعون بعملهم إبّان تلك الساعات الطوال. وإنّ تلك الأنماط من العمال هم أكثر رضى فيما يختص بالتوفيق بين عملهم وحياتهم.
لقد قامت مارقوت شيلدس (بالإنجليزية: Margot Shields)‏ بإجراء دراسةٍ على 3730 رجلٍ وامرأةٍ تتراوح أعمارهم بين 25-45 سنة ممن كانوا يعملون لمدة 35 ساعةً في الأسبوع أو ينيف ما بين عام 1994-1997. وقد قامت الباحثة بتحليل العلاقة بين ساعات العمل والاكتئاب وتوصلت إلى نتيجةٍ قوامها أن النساء كانت لديهن احتمالية أكثر للإصابة بالاكتئاب بتزايد ساعات العمل.

## الآثار الجسدية
إن الفترات المتتابعة للعمل الإضافي المستمرّ وعدم وجود فترات راحةٍ خلال اليوم وكذا العمل دون يوم إجازة يخفض الفعالية والإنتاجية لدى العاملين.
ويحلل ملخص لكتاب: «رجال شرطةٍ متعَبون: أهمية إدارة إرهاق الشرطة» للكاتب برايان فيلا قالب:إنح ما حصل من تأثيراتٍ على رجال الشرطة عام 2000 فقد كانت جداول العمل والنوم غير الطبيعية السبب المباشر لمحدودية الكفاءة لدى رجال الأمن وهذا الانتكاس والتراجع في كفاءتهم يوجد بيئات غير آمنة للمجتمعات المحيطة بهم.
ولقد أجرى مركز العلوم الصحية في جامعة تكساس في مدينة هيوستن بحثاً عن الآثار بعيدة المدى لذلك فقاموا بدراسة العلاقة بين ساعات العمل الإضافية وتفاقم خطر إحداث الاضطرابات القلبية الوعائية، وقد اشتملت نتائجهم على دليل يوضح أنه بالنسبة لمن يعملون لعشر سنوات على الأقل فإن كل ساعةٍ عمل إضافية تضاعف خطر إصابتهم بأحداث الاضطرابات القلبية الوعائية بنسبة 1%.
وإضافةً إلى هذه المخاطر الصحية؛ فقد قامت ماريا بينيل (بالإنجليزية: Maria Beniell)‏ والتي حصلت على شهادة الدكتوراه في علم الاقتصاد من مركز الدراسات النقدية والمالية بإجراء دراسةٍ حول العلاقة بين العمل لساعات طويلة واحتمالية جنوح الأفراد إلى التدخين وشرب المسكر والإصابة بارتفاع معدل مؤشر كتلة الجسم وكذا هبوط معدل النشاط الجسدي.
وتشمل الآثار بعيدة المدى لاستهلاك الكحول ارتفاع معدل الإصابات في مجال العمل وفقدان الإنتاجية وكذا تفشي المشاكل العائلية وخطر الإصابة بارتفاع ضغط الدم والجلطات وأمراض وعائية قلبية أخرى غيرها. أما آثار التدخين فتشتمل على تلك الأمراض المشابهة لما يسببه تناول الكحول، إضافةً إلى الخطر المتزايد للإصابة بالنوبات القلبية وانتفاخ الرئة وعددًا كبيرًا من أنواع السرطانات.
ولقد عمدت الدراسة التي قامت بها مارقوت شيلدس كذلك إلى تحليل العلاقة بين العمل لساعات طويلة والتغيرات التي تطرأ على الوزن والتدخين وشرب المسكر والتمارين الرياضية.
وفيما يختص بالرجال فقد ارتبط العمل لساعات طويلة بالزيادة غير الصحية في الوزن فيما شمل ارتفاع معدل التدخين لكلا الجنسين.
أما الإفراط في الشراب فقد كان الجزء الأكبر منه من نصيب النساء ولم يتسنَّ استخلاص أي نشاطات متعلقةٍ بالنشاط الجسدي.
وفي أوساكا باليابان أنهى الباحثون دراسةً استغرقت خمس سنوات حول تأثير ساعات العمل الطويلة على ضغط الدم عام 1999، وفي نهاية دراستهم كانوا قد أتموا مسحاً شمل 941 عمالاً ذكوراً من ذوي الياقات البيضاء (موظفي المكاتب) واستخلصوا أن العمل لساعاتٍ طويلة يرتبط سلباً بخطر الإصابة بارتفاع ضغط الدم.

## الآثار الاجتماعية
يعتبر توازن الحياة مع العمل عاملاً رئيساً في حياة الموظفين. ومن الطبيعي أنه كلما زادت ساعات العمل كلما قل الوقت الذي يتسنى لهم فيه إمضاء وقت أطول مع أسرهم و ممارسة أنشطة فراغهم.
وفي عام 2007 م، قام علماء من جامعة أبينقتون بولاية بنسلفانيا (بالإنجليزية: Penn State Abington)‏ بتحليل المفاضلة بين العمل الإضافي والأنشطة العائلية والحياتية؛ فكان من الاكتشافات المهمة أن العمال قد بذلوا قصارى جهودهم للحصول على بعض الوقت لقضاء حاجةٍ عائليةٍ أو شخصية على أن الدخل الإضافي الذي آل إليهم جراء العمل لساعات طويلة قد حدّ من الشعور بالحسرة على الوقت الذي حرمهم العمل منه. وعلى وجه الدقة، فإن الأثر البالغ لوجود طفل يزيد من أثر العمل الإضافي كثيرًا وخاصة حين يكون الطفل صغيراً حيث أن وجود الوالدين بالقرب من الصغار وإحاطتهم بالرعاية والخبرات الإيجابية أمر مهم لتنمية مهاراتهم وتطويرهم. ولهذا السبب فإن صراعات الحياة العملية غالباً ما تنشأ بين الوالدين ارتباطاً بتناذر معدلات التوتر والقلق، وتكون هذه الآثار أسوأ بكثير في حالة فقدان أحد الوالدين.

## الحجج المضادة
على أنّ دراساتٍ أخرى تجادل في أنه لا علاقة مباشرة بين السبب والأثر بين ساعات العمل والمخاطر التي قد تنجم جرّاء ذلك على المدى القريب والبعيد، مدلين بحججهم التي تتضمن ملاحظات عن العوامل التي تغيّر من نتائج الآثار المترتبة.
ومن ضمنها شخصية الفرد ومهنته ودخله، وقد أجرت هذا البحث هيئة هيلدا في أستراليا، بدأ هذا المسح عام 2001م وتم الانتهاء منه عام 2004م. وقد سبقه بحث فيما يختص بهذه الحجج المضادة حيث قامت به مجموعة من الباحثين عام 1997م، وتوصلوا فيه إلى حقيقةٍ مؤداها أن هناك علاقة بين ازدياد حالات أمراض القلب والأوعية الدموية، والاضطرابات العقلية، وكذا انخفاض معدل الإنتاجية كلما ازدادت ساعات العمل، على أنهم يؤكدون أن هناك حاجةً لإجراء المزيد من البحوث في هذا السياق قبل الوصول إلى استنتاجات نهائية؛ إذ أن العوامل المتعلقة بكل فرد لها تأثيرات كبيرة على الآثار الناجمة عن العمل الإضافي. كما وأن من يعملون وقتاً إضافياً يقولون بأن آثار إصاباتهم بالإجهاد تكون محدودةً جدا حين لا يكون العمل إلزامياً.

## الحد من المخاطر
بما أنه لم يتم التوصل إلى نتيجةٍ مؤكدة لأثر العمل الإضاف؛ فقد كانت هناك اقتراحات للحد من المخاطر المحتملة للعمل لساعات طويلة حيث يجب أن يدار جدول العمل بعناية تجنباً للعمل لساعات متواصلة ومضاعفة ومستمرة، والحصول على فترات من الراحة والوقت المستقطع خلال اليوم. ومن كان لديهم أطفال فإن من الأهمية لأفرادها أن يديروا جداولهم الزمنية بما يتوافق مع احتياجاتهم العائلية والشخصية؛ فمن شأن ذلك حقاً أن يخفف من التوتر ويؤمن ساعات عمل مرنةٍ طوال العام بالإضافة إلى أنه يجنّب الوقوع في الكثير من الصراعات العملية والحياتية.
وقد قام كل من الباحثيْن جاي كيم (بالإنجليزية: Jay Kim)‏ وأنتوني كامپانا (بالإنجليزية: and Antony Campagna)‏ عام 1971، من جامعة ولاية أوهايو بدراسة ما يعرف بأوقات العمل المرنة (ساعات العمل المرنة) وهو نظام يسمح للعمال بتغيير أوقات البدء والانتهاء من أعمالهم، وقد جرى ذلك بعد أن قاموا أولاً بتحليل مجموعةٍ واسعةٍ من الدراسات ثم قاموا بتقسيم 353 من العمال إلى مجموعتين سُمِح لإحداهما بنظام العمل المرن فيما لم يُسمح به للمجموعة الأخرى (مجموعة المراقبة)، وتم من خلال تلك الدراسة التوصل إلى أن نظام العمل المرن قد قلّل كثيراً من نسبة الغياب غير مدفوع الأجر كما وأنهم اكتشفوا تحسنًّا في أداء العمال، إلا أنّ نظام العمل المرن قد يؤثر على عملية التنسيق بين المدير والموظفين في الاجتماعات مثلاً وذلك نظراً لاختلاف مواعيد عمل الموظفين وجداولهم.